# العربي رفوع
العربي رفوع (توفي يوم 16 يناير 2018)، هو دبلوماسي مغربي.

## حياته العلمية و العملية
ولد العربي رفوع يوم 24 اكتوبر 1949 بمدينة فاس، وتلقى بها تعليمه الأولي.
- 1973: دبلوم السلك العادي من المدرسة الوطنية للإدارة.
- 1982: دبلوم السلك العالي من المدرسة الوطنية للإدارة.
- إجازة في القانون.
- إجازة في الأداب البرتغالي من البرازيل.
- 1999-1992: سفير المغرب بالبرازيل
- 2001-1999: مدير الشؤون الأمريكية
- 2006-2001: سفير المغرب بالغابون
- مند 2006: سفير المغرب بالأرجنتين
- ثم سفيرا في الهند[3][4]

## وفاته
توفي يوم الثلاثاء 16 يناير 2010 بمدينة الرباط، ودفن نفس اليوم بعد صلاة العصر في مقبرة الشهداء بالرباط.

## وصلات خارجية
- (إيلاف): وفاة الدبلوماسي المغربي العربي رفوع
- (جريدة أصوات): وفاة الدبلوماسي المغربي العربي رفوع